# Microcharon angelieri
Microcharon angelieri is een pissebed uit de familie Lepidocharontidae. De wetenschappelijke naam van de soort is voor het eerst geldig gepubliceerd in 1963 door Coineau.